# 605
Cette page concerne l'année 605  du calendrier julien. Pour l'année 605 av. J.-C., voir 605 av. J.-C. Pour le nombre 605, voir 605 (nombre). Pour la voiture, voir Peugeot 605.
L'année 605 est une année commune qui commence un vendredi.

## Événements
- 7 juin : répression d'un complot contre l'empereur d'Orient Phocas[1]. Le prétendant Germain et plusieurs hauts dignitaires impliqué, dénoncés par un traître, sont mis à mort, ainsi Constantina, veuve de Maurice et ses filles[2].

- En Inde, Durvinita, devient roi de la dynastie des Ganga au Karnataka (fin en 650[3]). Il combat victorieusement les Pallava et leur impose un prince châlukya[4].
- Début du règne d'Amsuvarma, roi du Licchavi, au Népal (fin en 621)[5].
- Reconstruction de la Kaaba. Mahomet sert de médiateur lors d'un conflit opposant les tribus mecquoises lors de la pose de la Pierre noire[6].
- Narsès, gouverneur byzantin de Mésopotamie, révolté contre Phocas, est brûlé vif à Constantinople où il était venu négocier la paix[1].
- Le maire du palais de Bourgogne Protadius et Brunehilde décident Thierry II à déclarer la guerre à son frère Thibert II. L'armée du roi de Bourgogne avance jusqu'à Quierzy-sur-Oise, mais les Grands de Bourgogne assassinent Protadius et Thierry doit faire sa paix avec son frère[7].
- Guerre des Francs contre les Saxons[8].

## Décès en 605
- Protade, maire du palais de Thierry II de Bourgogne à Quierzy-sur-Oise.